# Nancy Holt
Nancy Holt (5 de abril de 1938 - 8 de febrero de 2014) fue una artista estadounidense conocida, principalmente, por sus trabajos en escultura pública, instalación y Land Art.  A lo largo de su carrera, Holt también produjo obras en otros medios, incluyendo cine y fotografía. Además, escribió libros y artículos sobre arte. 

## Biografía
Nancy Holt nació en Worcester, Massachusetts. Como hija única, pasó gran parte de su infancia en New Jersey en donde su padre trabajaba como ingeniero químico y su madre como ama de casa. Estudió biología en la Universidad Tufts en Medford, Massachusetts. Tres años después de graduarse, se casó con su colega Robert Smithson en 1963.
En 2017 se fundó la Fundación Holt/Smithson para continuar el espíritu creativo y de investigación de los artistas Nancy Holt y Robert Smithson, quienes, a lo largo de sus carreras, expandieron los límites de la práctica artística y desarrollaron métodos innovadores para explorar nuestra relación con el planeta. A través del servicio público, la Fundación participa en programas que incrementan el conocimiento de los legados creativos de ambos artistas, continuando la transformación que trajeron al mundo del arte y las ideas.
Holt comenzó su carrera artística como fotógrafa y videoartista. En 1974, colaboró con su colega Richard Serra en la obra Boomerang, en donde él la grabó en videocinta escuchando su propia voz haciendo eco en un par de auriculares, mientras describía la desorientadora experiencia.
Se cree que su implicación con la óptica de la cámara fotográfica, y la fotografía en general, han influido en sus posteriores earthworks, que son "literalmente dispositivos de visión, puntos fijos para seguir las posiciones del sol, la tierra y las estrellas". Hoy en día, Holt es más conocida por sus trabajos ambientales a gran escala, como Sun Tunnels y Dark Star Park. Sin embargo, creó obras ambientales de sitios y tiempos específicos en lugares públicos de todo el mundo. Holt contribuyó en varias publicaciones en las que ha publicado artículos escritos y fotografías. También es autora de varios libros. Holt recibió, además, cinco becas del National Endowment for the Arts, una beca para artistas creativos de Nueva York, y una beca Guggenheim. Holt, junto con Beverly Pepper, recibió el premio Lifetime Achievement in Contemporary Sculpture Award 2013 del International Sculpture Center. De 1995 a 2013, trabajó y residió en Galisteo, Nuevo México. 
En 2008, Holt ayudó a organizar una oposición contra un plan de perforación exploratoria cerca la zona del Spiral Jetty de Smithson en el Great Salt Lake en la Utah rural. Después de la muerte de Smithson, Holt nunca se volvió a casar. Holt Murió en la ciudad de Nueva York el 8 de febrero de 2014 a la edad de 75 años.

## Estilo artístico

### La tradición del Land Art
Holt está asociada con el earthwork o Land Art. El Land Art surgió en la década de 1960, coincidiendo con un creciente movimiento ecologista en los Estados Unidos que pidió a la gente que fuera más consciente del impacto negativo que esta podía tener sobre el medio ambiente. El Land Art cambió la forma en la que la gente pensaba sobre el arte: sacó el arte de la galería y del museo y lo introdujo en el paisaje natural, traduciéndose en grandes obras que involucraban elementos del medio ambiente. A diferencia de gran parte del arte comercializado durante este período, el Land Art no podía ser comprado o vendido en el mercado del arte. Por lo tanto, cambió la perspectiva de gente de todo el mundo acerca de como veía el arte.
El Land Art fue creado típicamente en regiones remotas y deshabitadas del país, particularmente en el suroeste. Algunos atribuyen esta popular ubicación a la necesidad de los artistas de escapar de la confusión en los Estados Unidos durante las décadas de 1960 y 1970, recurriendo a la tierra abierta e incorrupta del oeste.  Holt creía que este movimiento artístico surgió en los Estados Unidos debido a la inmensidad del paisaje americano. Debido a que los earthworks no eran fácilmente accesibles al público, la documentación en fotografías, vídeos y dibujos se hizo imprescindible para que pudieran ser vistos. La primera exposición contemporánea de Land Art tuvo lugar en la Virginia Dwan Gallery de Nueva York en 1968.  Otros artistas de Land Art que surgieron durante este período incluyen a Robert Smithson, James Turrell, Walter De Maria, Michael Heizer, Dennis Oppenheim y Peter Hutchinson. 

### Percepción del tiempo y del espacio.
Las obras de arte de Holt a menudo tratan temas acerca de cómo la gente percibe el tiempo y el espacio. Las diversas obras monumentales que creó se mezclan con su entorno y lo complementan. Obras como "Hydra’s Head" no sólo están situadas en sus entornos, sino que están hechas de la tierra, permanecen de pie y fueron creadas para estar en armonía con el territorio. Los estanques en esta obra se encuentran en la parte superior de tubos de hormigón incrustados en el suelo. El terreno alrededor del sitio rodea estas piscinas. Reflejan el paisaje natural, pero no lo perturban. Holt pensó en la escala humana en relación con las obras que creó.  Las personas pueden interactuar con las obras y ser más conscientes del espacio, de su propia percepción visual y del orden del universo.  Las obras de Holt incorporan el paso del tiempo y también la función de mantener el tiempo.  Por ejemplo, "Anual Ring" funciona de manera que, cuando un rayo de luz del sol pasa a través del agujero de un domo y este encaja perfectamente a un anillo en el suelo, es el mediodía solar en el solsticio de verano.  En diferentes momentos, el sol cae de manera diferente en la obra y otros agujeros en la cúpula se alinean con los acontecimientos celestiales. Holt ha dicho que se preocupa por hacer arte que no sólo impacte visualmente, sino que también sea funcional y necesario en la sociedad, como se ve en obras como "Sky Mound", que cumple una doble función como escultura y parque y que, además, genera energía alternativa. 
En sus obras, Holt creó una conexión íntima con la naturaleza y las estrellas diciendo: "Siento que la necesidad de mirar al cielo —a la luna y a las estrellas— es muy básica y está dentro de todos nosotros. Así que cuando digo que mi trabajo es una exteriorización de mi propia realidad interior, quiero decir que estoy devolviendo a la gente, a través del arte, lo que ya tienen en ellos". 

## Colaboración
La colaboración con arquitectos, ingenieros, equipos de construcción y similares es una parte esencial de la creación del land art.  "Solar Rotary" es una obra ubicada en el campus de la University of South Florida en Tampa, Florida. La obra, consta de 20 pies (6.1 mt) de postes de aluminio rematados con un remolino de metal llamado lanzador de sombras (shadow caster) que proyecta un círculo de luz en una plaza central circular, cuando es el mediodía solar en el día del solsticio de verano. Cinco días al año, en diferentes momentos, el lanzador de sombras está diseñado para crear un círculo de luz alrededor de placas emplazadas en el suelo que marcan eventos importantes en la historia de la Florida. Así, para "Solar Rotary", Holt contrató al Dr. Jack Robinson, un arqueo-astrónomo y profesor para que la ayudara, entre otras cosas, a trazar las coordenadas del sol para el trabajo.  Para casi todas las obras, Holt trabajó con un colaborador y/o colaboradores.  Para "Dark Star Park" , Holt coordinó con el desarrollador JW Kaempfer, Jr., de la Kaempfer Company, en la integración del diseño de su edificio adyacente, Park Place Office Building, dentro del diseño para el parque. También trabajó en colaboración con un arquitecto, un paisajista, ingenieros y promotores inmobiliarios en el trabajo.  Para "Rock Rings", Holt buscó a lo largo y ancho para encontrar a los albañiles adecuados para trabajar en la pieza. También tenía una piedra local llamada esquisto, que tenía 250 millones de años de antigüedad, extraída a mano para el trabajo.  A pesar de toda la colaboración, Holt señaló que siempre estuvo presente en la construcción de sus obras de arte.  En junio de 2012, completó "Avignons Locators", su primer trabajo site-specific realizado en Francia sobre la base de Missoula Ranch Locators: Vision Encompassed (1972).  Este trabajo, actualmente en proceso de finalización, involucró a un equipo de académicos, profesores y estudiantes, pero también un astrofísico, un topógrafo, un trabajador metalúrgico y un arquitecto.

## Análisis de sus grandes obras.

### Sun Tunnels
"Sun Tunnels" se encuentra en el desierto Great Basin Desert, fuera de la ciudad fantasma de Lucin, Utah en la localización 41.303501 113.863831° N°W.  El trabajo es producto del interés de Holt por la gran variación de la intensidad del sol en el desierto en comparación con el sol en la ciudad.   Holt buscó y encontró un sitio remoto y vacío. 
"Es una zona muy desolada pero totalmente accesible, y puede ser fácilmente visitada, lo que hace que los Túneles del Sol sean más accesibles que el arte en los museos... Una obra como Sun Tunnels es siempre accesible... Eventualmente, tanta gente verá "Sun Tunnels" como verían muchas obras en una ciudad - en un museo de en todo caso". 

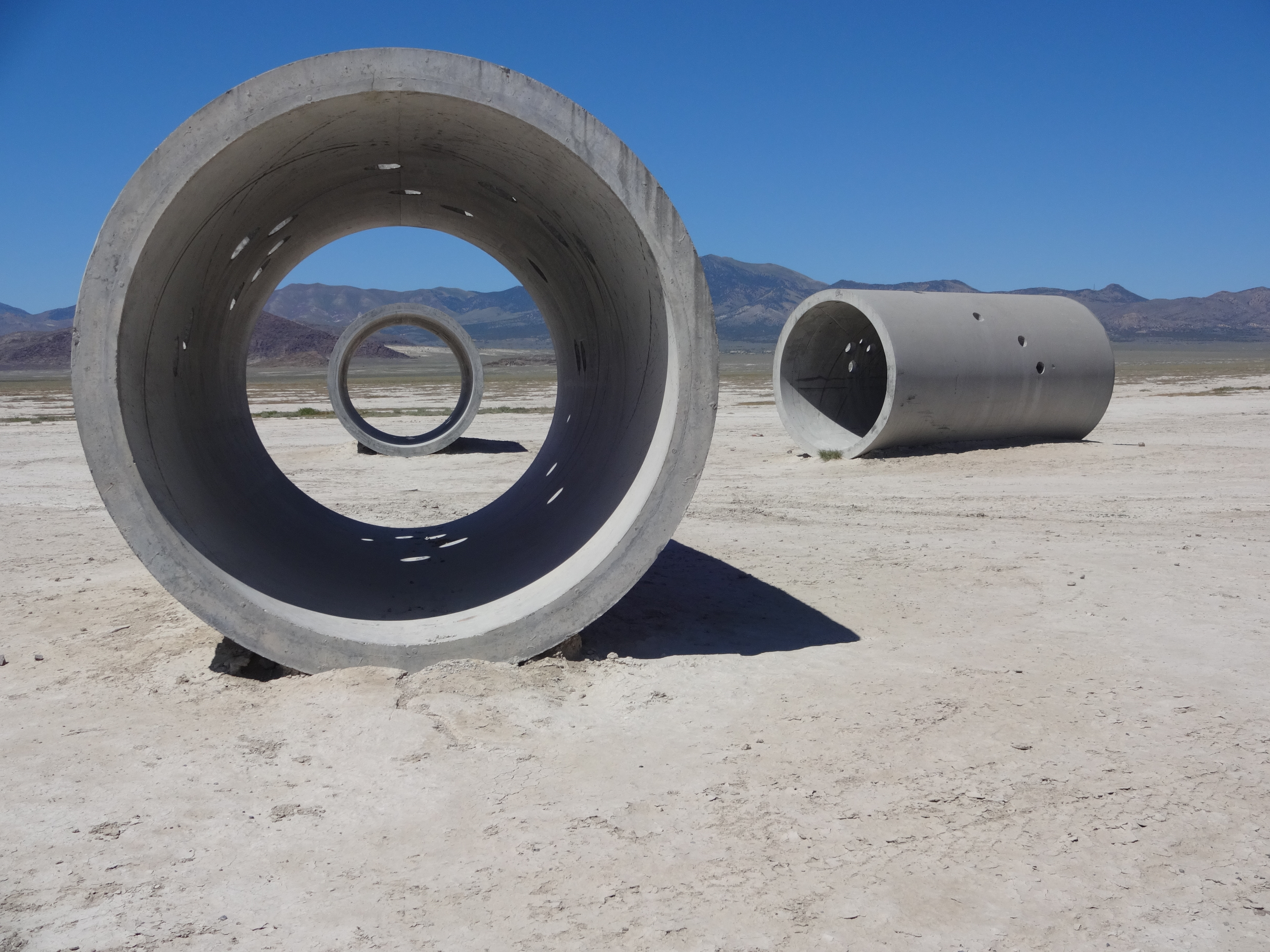
Sun Tunnels de Nancy Holt (1973-1976), ubicado en el desierto de la Gran Cuenca en el noroeste de Utah. Está compuesto por cuatro cilindros de hormigón de 18 pies de largo y 9 pies de diámetro en un formato de cruz abierta y alineado para enmarcar el sol en el horizonte durante los solsticios de verano e invierno.

La obra consiste en cuatro túneles de hormigón macizo (18 pies de longitud y 9 pies de diámetro), dispuestos en forma de "X", con una longitud total de 86 pies (26 m). Cada túnel reacciona al sol de manera diferente, alineado con el amanecer, con la puesta de sol, con el solsticio de verano o con el solsticio de invierno. Quien visite el sitio, verá inmediatamente los túneles en contraste con el paisaje desértico bastante indiferenciado. Al acercarse a la obra, que puede verse a una distancia de una milla y media, el espectador verá su la percepción visual del espacio cuestionada a medida que los túneles cambian de perspectiva como producto de su paisaje.
Los túneles no solo proporcionan un refugio muy necesario contra el sofocante sol del desierto, sino que, una vez dentro, se puede ver el deslumbrante efecto del juego de luces dentro de los túneles.  La parte superior de cada túnel tiene pequeños agujeros, formando en cada uno las constelaciones de Draco, Perseo, Columba y Capricornio, respectivamente.  Los diámetros de los agujeros difieren en relación con la magnitud de las estrellas representadas.  Estos agujeros proyectan manchas de luz diurna, que casi parecen estrellas, en los oscuros interiores de los túneles.  Holt dijo de los túneles: "Es una inversión de la relación cielo / tierra: bajar el cielo a la tierra".  Este es un tema común en el trabajo de Holt.  Ella, a veces, creaba estas relaciones con estanques reflectantes y patrones de sombra marcados en el suelo, como en su trabajo "Star Crossed". 
La Fundación Dia Art adquirió la obra en marzo de 2018.  Es la primera instalación de arte terrestre de una mujer en la colección.

### Dark Star Park
"Dark Star Park" fue encargado por el Condado de Arlington, Virginia, en 1979, en conjunto con un proyecto de renovación urbana.  La construcción de la obra comenzó en 1984. Holt trabajó en el proyecto con un arquitecto, un paisajista, ingenieros y promotores inmobiliarios.   La obra de arte es a la vez un parque y una escultura. Construido sobre dos tercios de un acre de tierra, donde una vez estuvo una antigua estación de servicio y un almacén en desuso, Holt transformó el espacio. El parque consta de cinco esferas, dos estanques, cuatro postes de acero, una escalera, un gran túnel para el tránsito, un túnel más pequeño solamente para ver y plantaciones de coronilla rosa, enredadera de invierno, roble de sauce, tierra y pasto.
Las formas contrastan con el área comercial ocupada y altamente desarrollada que rodea el espacio. Hay lugares para caminar y sentarse dentro del parque, dando a los transeúntes la oportunidad de escapar del entorno urbano.  "Dark Star Park" es socialmente más interactivo que otras obras de Holt. La artista prestó atención a cómo la gente, tanto dentro como fuera del parque, vería las esferas. El trabajo altera la percepción del espectador mediante el uso de formas curvilíneas, como los caminos que imitan las carreteras curvas que rodean el sitio. Caminando en el parque o conduciendo por él, los espectadores pueden confundir esferas de diferentes tamaños para que sean realmente del mismo tamaño, o una esfera puede eclipsar a otra.  Los pasajes tunelizados en el parque enmarcan ciertos elementos escultóricos, tanto como los reflejos en los estanques.  Sin embargo, Holt se aseguró de no enajenar completamente al parque de sus alrededores. Las esferas están hechas de gunita (una mezcla pulverizable de cemento y arena), asfalto, túneles prefabricados de hormigón, postes de acero y mampostería de piedra. Estos materiales relacionan al parque con los edificios localizados cerca a la obra de arte. 
El trabajo explora el concepto del tiempo y nuestra relación con el universo. Al momento de acercarse a alguna de las esferas, el visitante del parque podría recordar la superficie lunar o cuando mire las tranquilas charcas de agua que rodean las esferas, podría relacionarlas con cráteres. Esto no es una coincidencia. Holt tenía una fascinación por los eclipses solares, tanto como por las sombras proyectadas por el sol en la superficie de la tierra. Además, el nombre del parque hace referencia a la apariencia astronómica de las grandes esferas que son sus características más distintivas.  Al hablar sobre el nombre, Holt dijo: "Se llama "Dark Star Park" porque, en mi imaginación, estas esferas son como estrellas que han caído al suelo, ya no brillan, así que pienso en el parque/obra de arte de una manera un tanto celestial". Al involucrar al espectador con estas esferas y los otros elementos que las rodean en el parque, Holt devolvió la vasta escala de la naturaleza y el cosmos a la escala humana. El tiempo también es una parte importante de este trabajo.  Una vez al año, el 1 de agosto a las 9:32 a. m., las sombras proyectadas por dos de las esferas y sus cuatro polos adyacentes se alinean con los patrones permanentes de sombras de asfalto que se perfilan en el suelo. Esta fecha fue seleccionada por la artista para conmemorar el día en que William Ross, en 1860, compró la tierra que hoy es Rosslyn, Virginia, donde se encuentra el parque.  

Holt asumió el reto de desempeñar muchos papeles en la creación del parque, convirtiéndose al mismo tiempo en artista, diseñadora paisajista y miembro del comité para aprobar los planos de un edificio cercano. Posiblemente, nunca antes una artista había asumido estos tres papeles a la vez, por lo que, tanto el parque como su diseñadora, siguen siendo importantes para la historia del arte.
 "Fui diseñadora paisajista y escultora, por lo que todo el parque se convirtió en una obra de arte.  Además, yo estaba en el comité para aprobar el diseño arquitectónico del edificio adyacente al parque. No creo que ninguna de estas situaciones haya ocurrido antes para un artista, por lo que fue inusual y abrió nuevos caminos para el arte público". 
 El trabajo fue inspeccionado en junio de 1995.  En ese momento "se necesitaba tratamiento".  Así, siete años más tarde, cuando el parque fue finalmente restaurado en 2002, hacía mucho tiempo que debió haberse hecho.

### Polar Circle and Star-Crossed

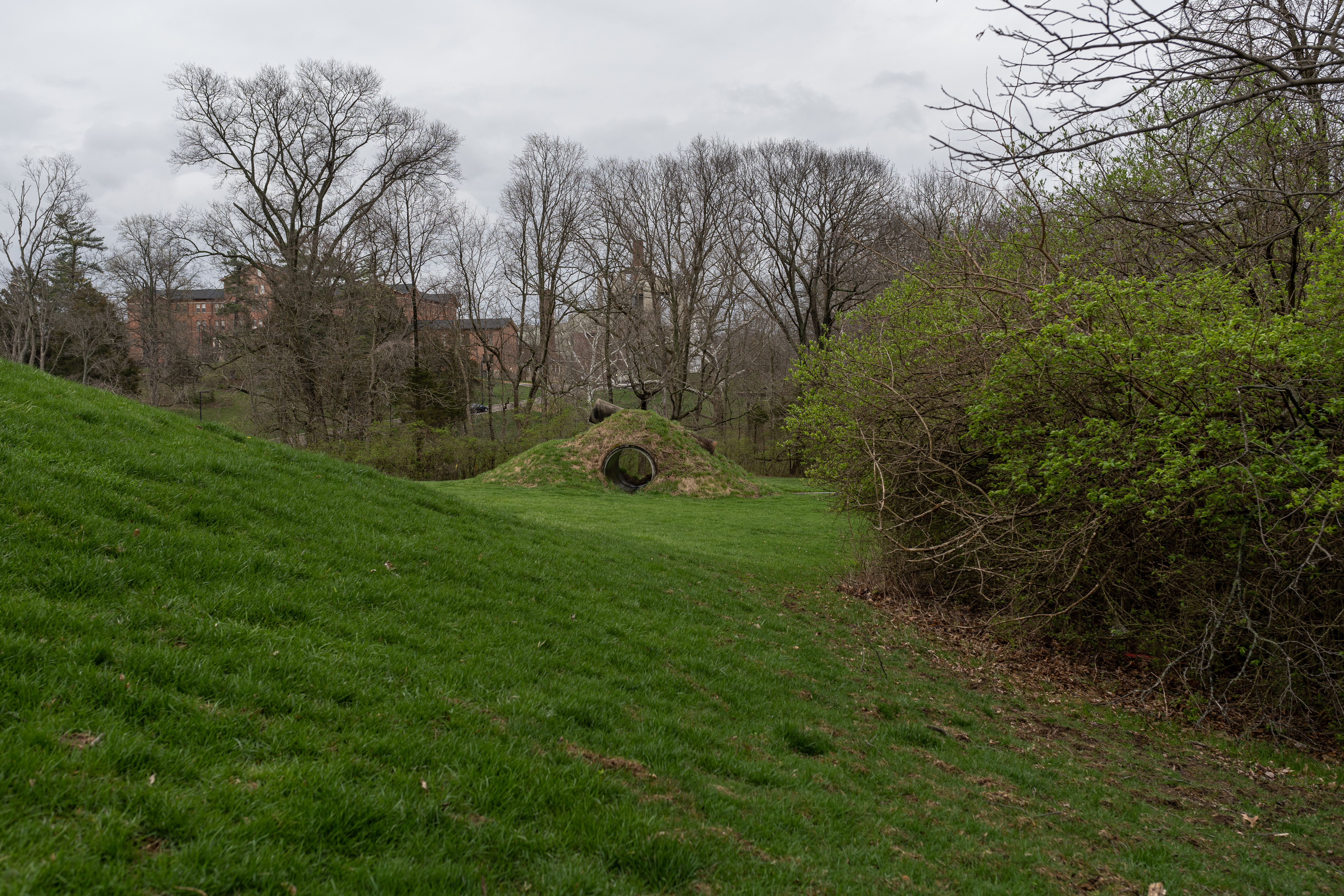
Escultura de barro de Nancy Holt, Star-Crossed, en el campus del Museo de Arte de la Universidad de Miami en Oxford, Ohio

En 1979, Nancy Holt recibió el encargo de realizar dos obras en los terrenos de la Miami University en Ohio, "Polar Circle" y "Star-Crossed". "Polar Circle" fue destruida poco después, aparentemente por accidente, por el personal de campo de la universidad. "Star-Crossed" sobrevivió, pero se encuentra en un estado degradado y está oficialmente cerrada (como indica un cartel junto a la escultura). La pieza está hecha principalmente de tierra, originalmente amontonada a una altura de 14 pies, cubriendo dos tubos de concreto, uno alineado de norte a sur y el otro de este a oeste, sostenidos en su lugar por un marco de acero enterrado. Hasta hace poco, el equipo de jardinería de la Universidad ha estado tratando de mantenerlo como parte del paisaje de la propiedad y no ha sido tratado como una obra de arte con necesidades especiales de conservación. Hace algunos años, debido a la falta de riego, la capa de hierba se extinguió y el suelo, expuesto a la erosión, se desplomó lentamente por las empinadas laderas. La escultura fue reconstruida, pero con el subsuelo de arcilla existente mezclado en la capa superior del suelo, lo que hace que la forma sea menos elástica.

### Solar Web
La obra "Solar Web" de Holt (1984-89) fue una de los tres proyectos elegidos por la Comisión de Artes de Santa Mónica, California, después de recibir propuestas de 29 artistas en 1984. Las obras formarían un nuevo Parque Escultórico de Elementos Naturales diseminado a lo largo de la mitad sur de la playa de Santa Mónica. Llamado "Solar Web", el trabajo de 72.000 dólares habría alcanzado los 16 pies de altura y tendría 72 pies de largo. Era una red similar cadena de tubos de acero negro apuntando hacia el océano, diseñada para alinearse con el sol y los planetas de tal manera que marcaba los solsticios de verano e invierno.  El proyecto fue abandonado más tarde después de las protestas de los propietarios de viviendas frente al mar quienes se quejaron de que la obra de arte arruinaba sus vistas panorámicas.

### Flow Ace Heating
"Flow Ace Heating" (1985) es un sistema de agua caliente en funcionamiento que comienza con una tubería que atraviesa la pared de una galería, cerca del techo, y crece hasta convertirse en una compleja configuración de forma lineal, puntuada por radiadores, ruedas de válvulas, medidores y otros instrumentos. Los tubos (todos calientes al tacto) se envuelven alrededor de las paredes y se extienden hacia el centro de sus habitaciones, donde florecen en grandes rectángulos y bucles.

### Sky Mound
Ubicado en el norte de Nueva Jersey, "Sky Mound" se encuentra donde una vez estuvo un vertedero de 230.000 m² (57 acres) y 30 mt. (100 pies) de altura. La Hackensack Meadowland Development Commission (HMDC) del estado le pidió a Holt que reclamara el sitio en un esfuerzo por proporcionar un lugar ambientalmente seguro para que la vida vegetal y animal resida y para que los humanos disfruten.
Aún sin terminar en abril de 2008, el vertedero se convertirá en una escultura de tierra y parque público. El vertedero ha sido cubierto con pasto. Diez montículos se encuentran sobre el sitio, así como postes de acero, plantas y un estanque diseñado para las aproximadamente 250 especies de aves migratorias que visitan el área por temporadas.  Eventualmente, habrán indicadores de viento y caminos de grava. Cada año, en varias fechas astronómicamente significativas, el trabajo proporcionará al espectador vistas únicas del sol, la luna y varias estrellas. 
Además, una serie de tubos de arco descenderan al vertedero, recuperando el metano de los 10 millones de toneladas de basura que se encuentran debajo. Esto proporcionará una fuente alternativa de energía para los miembros de la comunidad. 
La ubicación de "Sky Mound", que aún no está terminada, la hace visible y accesible para muchas personas. Holt creía que el trabajo aumentaría la conciencia sobre el complejo problema de cómo eliminar nuestros desechos y basura. El trabajo inacabado también plantea interrogantes sobre el sol, ya que cada ecosistema depende de este y de su energía para sobrevivir. En 1991, se interrumpió la financiación de Sky Mound para realizar un estudio tecnológico en el sitio; actualmente la construcción sigue pospuesta.

## Películas
Holt también ha realizado varias películas y vídeos desde fines de la década de 1960, incluyendo "Mono Lake" (1968) (con el artista Michael Heizer ), "East Coast, West Coast" (1969), Swamp (1971) (en colaboración con su difunto esposo Robert Smithson) y "Breaking ground: Broken Circle / Spiral Hill" , un vídeo "guiado por las notas y dibujos de la película de Smithson"  y completado cuarenta años después. "Points of View: Clocktower" (1974) presenta conversaciones entre Lucy Lippard y Richard Serra, Liza Bear y Klaus Kertess, Carl Andre y Ruth Kligman y Bruce Brice y Tina Girouard.  En 1978, produjo una película en color de 16 mm que documenta el trabajo seminal "Sun Tunnels". 

## Obras seleccionadas
- Missoula Ranch Locators: Visión englobada  (1972, desmantelado), Missoula, Montana
- Túneles del sol (1973–76), gran desierto de la cuenca , Utah
- Hydra's Head (1974), Artpark , Lewiston, Nueva York
- Anillos de roca (1977–78), Western Washington University , Bellingham, Washington  Anillos de rock en Bellingham, Washington.

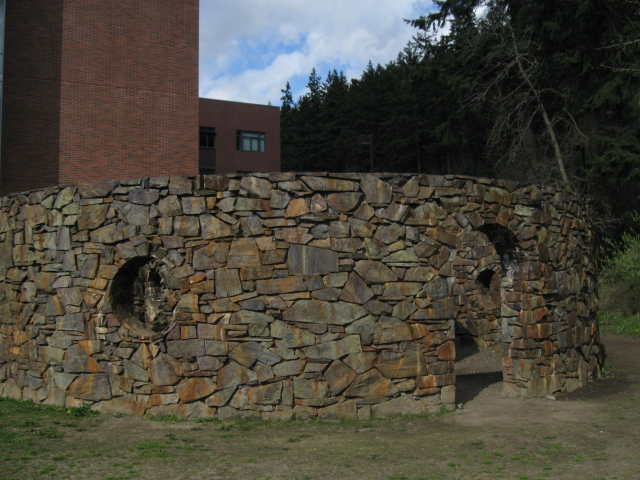
Anillos de rock en Bellingham, Washington.

- 30 Abajo (1979), Lake Placid , Nueva York
- Punto salvaje (1979–1980), Wellesley College Botanic Gardens , Wellesley, Massachusetts
- Star-Crossed (1979–81), Universidad de Miami , Oxford, Ohio
- Dark Star Park (1979–1984), Rosslyn, Virginia
- Anilla Anual (1980–81), Saginaw Valley State University, University Center, Michigan
- Time Span (1981), Museo de Arte Laguna Gloria , Austin, Texas
- Cuenca de captura (1982), St. James Park , Toronto, Canadá
- Sistema eléctrico II (1982), Bellman Circuit, Toronto, Canadá
- Fuente única (1983), Dublín, Irlanda
- End of the Line / West Rock (1985), Universidad Estatal del Sur de Connecticut , New Haven, Connecticut
- Astral Grating (1987), estación de metro Fulton Street / Broadway-Nassau , Nueva York.  Encargado por la Autoridad Metropolitana de Transporte Arts for Transit
- Skymound (1988 – presente), Hackensack, New Jersey
- Ventilación IV: Hampton Air (1992), Guild Hall, East Hampton, Nueva York
- Rotary solar (1995), University of South Florida , Tampa, Florida
- Up and Under (1998), Municipio de Hämeenkyrö, Finlandia
- Avignon Locators (2012), Campus Sainte-Marthe, Aviñón, Francia (sitio web oficial de esculturas y eventos)

## Exposiciones
La primera retrospectiva de su trabajo, "Nancy Holt: Sightlines", se inauguró en 2010 en la galería de arte Miriam and Ira D. Wallach en la Universidad de Columbia y viajó a otros lugares en los Estados Unidos y Europa. 

### Exposiciones individuales seleccionadas.
- 1972 Galería de Arte, Universidad de Montana, Missoula Montana
- 1972 Centro de Arte, Universidad de Rhode Island, Kingston
- 1977 "Young American Filmmakers 'Series", Whitney Museum of American Art , Nueva York, Nueva York
- 1979 anillos de rock en la Universidad de Western Washington
- 1985 Ace Gallery , Los Angeles, California
- 1989 Montpellier Cultural Arts Center, Laurel, Maryland
- 1993 John Weber Gallery, Nueva York, Nueva York
- 2010-13 "Nancy Holt: Sightlines" (exposición itinerante internacional), Miriam e Ira D. Wallach Gallery, Nueva York, Nueva York; Badischer Kunstverein, Karlsruhe, Alemania; Fundación Graham para Estudios Avanzados en Bellas Artes, Chicago, Illinois; Universidad de Tufts , Medford, Massachusetts (comunicado de prensa electrónico) ; Instituto de Arte de Santa Fe (SFAI), Santa Fe, Nuevo México; Museo de Bellas Artes de Utah, Salt Lake City, Utah
- 2012 "Nancy Holt: Photoworks," Haunch of Venison , Londres, Reino Unido
- 2013 "Nancy Holt: Land Art", Whitworth Art Gallery , Universidad de Manchester, Reino Unido
- 2013 "Nancy Holt & Robert Smithson: Inglaterra y Gales 1969," John Hansard Gallery, Universidad de Southampton, Reino Unido
- 2013 "Nancy Holt - Selected Photo and Film Works," Galería de Arte Contemporáneo, Vancouver, Canadá
- 2023 "Nancy Holt / Inside Outside", MACBA, Barcelona, España.

### Exposiciones colectivas seleccionadas.
- 1969 "Idioma III", Galería Dwan , Nueva York, Nueva York
- 1972 “Exposición Internacional de Arte”, Pamplona, España.
- 1974 "Intervención en el paisaje", Hayden Gallery, Massachusetts Institute of Technology, Cambridge
- 1977 Bienal de Whitney, Museo Whitney de Arte Americano , Nueva York, Nueva York
- 1981 "Luz de verano", Museo de Arte Moderno , Nueva York, Nueva York
- 1983 "Monumentos y paisajes: el nuevo arte público", McIntosh / Drysdale Gallery, Houston, Texas
- 1985 "Artista como diseñador social", Museo de Arte del Condado de Los Ángeles , California
- 1989 "Haciendo su marca", Cincinnati Art Museum , Cincinnati, Ohio; Museo de Arte de Nueva Orleans, Nueva Orleans, Louisiana; Museo de Arte de Denver , Denver Colorado; Academia de Bellas Artes de Pensilvania, Filadelfia, Pensilvania
- 1998 Wiener Kunstverein, Viena, Austria
- 1999 "After Image: Drawing Through Process", Museo de Arte Contemporáneo , Los Ángeles, California
- 2007 "Cosmologías", Galería James Cohan, Nueva York, Nueva York
- 2012-13 "Ends of the Earth - Land Art to 1974," Museum of Contemporary Art , Los Angeles, California y Haus der Kunst , Munich
- 2013 "Light Show", Hayward Gallery , Londres, Reino Unido
- 2013 "La Tierra entera.  California y la desaparición del exterior, " Haus der Kulturen der Welt , Berlín, Alemania

## Otras lecturas
- Beardsley, John. "Traditional Aspects of New Land Art".  Art Journal 42 , no. 3 Earthworks: Past and Present (1982): 226-332.
- Saad-Cook, Janet, Charles Ross, Nancy Holt y James Turrell. "Touching the Sky: Artworks Using Natural Phenomena, Earth, Sky and Connections to Astronomy."  Leonardo 21, no. 2 (1988): 123-134.
- Withers, Josephine."In the World: An Art Essay." Feminist Studies 9, no. 2 (1983): 325-334.